# Антониска, Мариэла
Мариэ́ла Андре́а Антони́ска Арро́ндо (исп. Mariela Andrea Antoniska Arrondo, 20 мая 1975, Банфилд, Аргентина) — аргентинская хоккеистка (хоккей на траве), вратарь. Серебряный призёр летних Олимпийских игр 2000 года, бронзовый призёр летних Олимпийских игр 2004 года, чемпионка мира 2002 года, чемпионка Америки 2001 года, двукратная чемпионка Панамериканских игр 1999 и 2003 годов.

## Биография
Мариэла Антониска родилась 20 мая 1975 года в аргентинском городе Банфилд. Имеет македонское происхождение.
Играла в хоккей на траве за «Ломас» из Ломас-де-Самора.
В 1994—2006 годах выступала за сборную Аргентины.
В 2000 году вошла в состав женской сборной Аргентины по хоккею на траве на летних Олимпийских играх в Сиднее и завоевала серебряную медаль. Играла на позиции вратаря, провела 8 матчей, пропустила 12 мячей (шесть от сборной Австралии, два — от Южной Кореи, по одному — от Испании, Нидерландов, Китая и Новой Зеландии).
В 2001 году завоевала золотую медаль на чемпионате Америки в Кингстоне.
В 2002 году выиграла золото чемпионата мира в Перте. Антониска сыграла пять матчей на ноль, а в финальном поединке отразила пять ударов в серии пенальти против сборной Нидерландов (1:1, пен. 4:3).
В 2004 году вошла в состав женской сборной Аргентины по хоккею на траве на летних Олимпийских играх в Афинах и завоевала бронзовую медаль. Играла на позиции вратаря, провела 6 матчей, пропустила 6 мячей (три от сборной Китая, два — от Нидерландов, один — от Японии).
Дважды завоёвывала золотые медали хоккейных турниров Панамериканских игр — в 1999 году в Виннипеге и в 2003 году в Санто-Доминго.
Выиграла комплект медалей Трофея чемпионов: золото в 2001 году, серебро в 2002 году, бронзу в 2004 году.
С 2012 года работает в больнице Гаррахан в Буэнос-Айресе.